# Палакарія
Палакарія (болг. Палакария) — річка в Болгарії, в Софійській області, общині Самоков, ліва притока річки Іскир. Довжина становить 39,2 км. 
Річка Палакарія витікає з південного підніжжя гори Купена гірського масиву Вітоша, на висоті 2015 м над рівнем моря. Вона протікає на південь, а після села Ярлово на південний схід протікає в широкій долині між горами Плана на північному сході  і Веріла на південному заході. Поблизу села Белчин повертає на схід, перетинає Самоківське поле, біля села Райово йде на північний схід, а після села Широкий Дол на північ впадає в річку Іскир на рівні 827 м над рівнем моря поблизу вілли "Мечката". 
Площа водозбору річки становить 402 км2, що становить 4,7% від площі водозбору річки Іскир. 
У річку Палакарія впадає багато малих річок: → ліва притока, ← права притока 
- ← Шарковиця
- ← Куманський Дол
- ← Станин Дол
- ← Божин Дол
- ← Сливов Дол
- → Крайня річка
- ← Клісура
- → Лустра (найбільша притока)
- ← Турський Дол
- → Просені Дол
- ← Широкі Дол
- → Сільська річка
- ← Реката
- ← Клісуриця
- → Ямишта
- ← Кремениця
- → Ширината
- → Драголія
- → Шулейман
- ← Рижана
- ← Маленька річка
- → Широкодольська річка
- → Проданов Дол
- ← Крива річка

Середня довжина стоку в селі Рельово становить 1,85 м3/сек. 
Уздовж річки розташовані села: Ярлово, Ковачевці, Поповяне, Бельчин, Рельово, Райово і Широкий Дол . 
У середині і нижче за течією води використовуються переважно для зрошення.

## Топографічна карта
- Аркуш карти K- Перник. Масштаб: 1 : 100 000. (болг.)
- Аркуш карти K-34-60. Масштаб: 1 : 100 000. (рос.) Зазначити дату випуску/стану місцевості.